# أمازون (شركة)
أمازون.كوم ويسمى أيضًا أمازون (بالإنجليزية: Amazon.com)، موقع للتجارة الإلكترونية والحوسبة السحابية تأسس في 5 تموز/يوليو 1994، من قبل جيف بيزوس ويقع مقره في سياتل واشنطن. وهو أكبر متاجر التجزئة القائمة على الإنترنت في العالم من حيث إجمالي المبيعات والقيمة السوقية. إنها واحدة من أكبر خمس شركات تكنولوجيا المعلومات الأمريكية، إلى جانب جوجل، أبل، ميتا، ومايكروسوفت.
بدأ أمازون.كوم كمكتبة على الإنترنت، وتنوع لاحقا لبيع أقراص الفيديو الرقمية، وأقراص بلو-راي، والأقراص المدمجة، تنزيل وبث الفيديو، تنزيل وبث ملفات MP3، وتنزيل الكتب الصوتية، والبرمجيات، وألعاب الفيديو، والإلكترونيات، والملابس، والأثاث، والمجوهرات. وتنتج الشركة أيضا الإلكترونيات الاستهلاكية، ولا سيما جهاز القراءة الإلكتروني كيندل، جهازكيندل فاير وتلفاز فاير، وهو أكبر مزود في العالم لخدمات البنية التحتية السحابية (IaaS and PaaS). أمازون أيضا يبيع بعض المنتجات المنخفضة القيمة مثل كابلات USB تحت العلامة التجارية AmazonBasics. وفي 1 ديسمبر أطلقت أمازون من ولاية فلوريدا الأميركية إلى الفضاء أول نموذجين أوليين لأقمار اصطناعية ضمن شبكة الإنترنت المزمعة الخاصة بها (كايبر).ويعد إطلاق أمازون للنموذجين، خطوة أولى للشركة قبل أن ترسل الآلاف من الأقمار الاصطناعية الأخرى إلى المدار لتبث خدمات الإنترنت على الصعيد العالمي وتنافس ستارلينك التابعة لشركة سبيس إكس.
يوجد لأمازون مواقع منفصلة للبيع بالتجزئة في الولايات المتحدة والمملكة المتحدة وأيرلندا وفرنسا وكندا وألمانيا وإيطاليا وإسبانيا وهولندا وأستراليا والبرازيل واليابان والصين والهند والمكسيك. كما يقدم أمازون خدمة الشحن الدولي لبعض البلدان الأخرى لبعض المنتجات. في عام 2016، أُطلقت إصدارات اللغات الهولندية والبولندية والتركية لموقع أمازون الألماني.
في عام 2015، تجاوز أمازون شركة وول مارت باعتبارها متاجر التجزئة الأكثر قيمة في الولايات المتحدة من حيث القيمة السوقية، وكان في الربع الثالث من عام 2016 رابع أكبر شركة عامة.
في 28 أذار 2017 أعلنت شركة سوق.كوم على لسان مديرها التنفيذي رونالدو مشحور عن إتمام صفقة بيع سوق.كوم لشركة أمازون دون الإعلان عن قيمة الصفقة.

## لمحة تاريخية
تأسست شركة أمازون في عام 1994م وقد أسسها جيف بيزوس مدفوعا بما يسميه "إطار تقليل الندم" والذي يصف جهوده ليدفع عن نفسه الندم على عدم المشاركة مبكرًا في ثورة أعمال الإنترنت خلال ذلك الوقت. ففي عام 1994م استقال جيف بيزوس من عمله كنائب لرئيس شركة "دي.أي. شو. آند كمبني" إحدى شركات وول ستريت وانتقل إلى سياتل، ومن ثم بدأ العمل على خطة عمل نتج عنها شركة "أمازون كوم". أنشأ جيف بيزوس الشركة في الخامس من يوليو عام 1994م، وسماها "كادبرا"، وبعد سنة غير بيزوس اسم الشركة إلى أمازون بعدما أخطأ محام في سماع اسم الشركة، حيث سمعه "كاداڤر"، والذي يعني (جيفة). في شهر سبتمبر من عام 1994م اشترى جيف النطاق الشبكي (Relentless.com) وقرر لوقت قصير تسمية متجره الإلكتروني ريلينتليس (أي: العنيد)، لكن بعض الأصدقاء أشاروا عليه بأن الاسم يوحي بالشر نوعا ما. النطاق الشبكي (Relentless.com) ما زال مملوكا لبيزوس، ويعيد توجيه المستخدم لمتجر أمازون تلقائيًا. أطلق موقع الشركة على الإنترنت عام 1995 باسم أمازون (Amazon.com)، فبعد البحث في المعاجم استقر اختيار بيزوس على هذا الاسم لأنه مكان مشوق ومختلف، كما خطط لمتجره أن يكون، وقد علم أن نهر الأمازون هو أكبر نهر في العالم مما يتوافق مع هدفه في أن يكون متجره أكبر متجر في العالم. ووضع بيزوس أولوية بدايته في بناء علامة تجارية مميزة، حيث أخبر أحد المراسلين الصحفيين بقوله "لا يوجد شيء في مشروعنا لا يمكن تقليده على مر الزمن. ولكن كما تعلم تم تقليد علامة ماكدونالدز ومع ذلك لا تزال تستمر كشركة ضخمة تقدر بمليارات الدولارات. الكثير من ذلك يعود إلى اسم العلامة التجارية "ماكدونالدز". الأسماء التجارية لها أهمية أكثر على الإنترنت مما هي عليه في العالم المادي. بالإضافة إلى ذلك، فإن اختيار اسم يبدأ بحرف الألف يجعله يتصدر أي قائمة بحث مرتبة ترتيبًا أبجديًا.
ومنذ 19 يونيو 2000، ظهر شعار أمازون كسهم يشبه شكل الابتسامة يمتد من حرف «الألف» إلى «الياء». والذي يشير إلى أن الشركة توفر كافة المنتجات أي من الألف إلى الياء. بعد قرائته لتقرير حول مستقبل الإنترنت الذي توقع أن نمو التجارة الإلكترونية بمعدل سنوي نسبته 2300٪، وضع بيزوس قائمة تحتوي على 20 منتجًا يمكن تسويقها على الإنترنت. ثم اختصر القائمة أكثر إلى خمس منتجات اعتقد أنها واعدة والتي شملت: الأقراص المدمجة، وأجهزة الحاسوب، والفيديو، والكتب. أخيرًا قرر بيزوس أن مشروعه الجديد سوف يكون في مجال بيع الكتب على الإنترنت، ويعود ذلك إلى الطلب الكبير في جميع أنحاء العالم على الكتب الأدبية. وأيضًا السعر المنخفض للكتب، بالإضافة إلى العدد الكبير من الكتب المطبوعة. وقد تم تأسيس أمازون في الأصل في مرآب بيزوس في بلفيو، واشنطن.
بدأت الشركة باعتبارها متجرًا للكتب على الإنترنت، وهي الفكرة التي أثمرت عن النقاش مع انجرام صاحب مشروع انجرام بوك (kIngram Boo). والتي يطلق عليها حاليًا انجرام كونتينت جروب (Ingram Content Group)، وكذلك مع كيور باتيل الذي لا يزال يملك حصة في أمازون، وكانت أمازون تحصل على الكتب بالجملة من انجرام. خلال أول شهرين من بداية المشروع وصلت مبيعات الشركة إلى خمسين ولاية أمريكية وخمس وأربعون دولة. وفي خلال شهرين، كانت أرباح الشركة قد وصلت إلى 00020 دولار أسبوعيًا. وبينما كان بإمكان المكتبات على الأرض وكتالوجات الطلب البريدي توفير 20000 عنوان، كان بمقدور أي مكتبة إلكترونية توفير أضعاف ذلك العدد بسبب توفرها عمليًا على مستودعات افتراضية غير محدودة وهي مستودعات الموردين والمصنعين الأساسيين.
تأسست شركة أمازون في عام 1994م في ولاية واشنطن، وفي يوليو 1995م بدأت الشركة خدمتها ببيع أول كتاب على موقعها: وهو كتاب دوغلاس هوفشتادر "Fluid Concepts 'sDouglas Hofstadter and Creative Analogies: Computer Models of the Fundamental Mechanisms of Thought. وفي أغسطس 1995، أعلنت الشركة عن نفسها للجمهور ثم أعيد تأسيسها في 1996م في ولاية ديلا وير. أدرجت أسهم شركة أمازون في سوق المال لأول مرة في 15 مايو، عام 1997م، للتداول في سوق ناسداك المالي تحت مسمى AMZN بسعر 18 دولار للحصة 50.1 دولار أمريكي بعد التجزئة إلى ثلاث أسهم في أواخر 1990م.
كانت خطة عمل أمازون الأولية غير معتادة؛ وهي لم تتوقع تحقيق أرباح لمدة أربع إلى خمس سنوات. وقد كان نمو الشركة البطيء مصدر احتجاج حاملي الأسهم على أنها لا تصل إلى مرحلة تحقيق أرباح بالسرعة الكافية التي تبرر الاستثمار فيها، أو حتى قدرتها على البقاء على المدى البعيد. عندما برزت فقاعة شركات الإنترنت (دوت كوم) في بداية القرن الواحد والعشرين وحطمت معها الكثير من الشركات الإلكترونية، نجت أمازون ونمت وتجاوزت تلك الفقاعة لتصبح لاعبًا ضخمًا في المبيعات الإلكترونية. وأخيرًا أظهرت أول أرباحها في الربع الرابع من عام 2001م التي وصلت إلى 5 ملايين للسهم الواحد على الإيرادات التي تزيد عن بليون. إن هامش الربح ذلك، وإن كان متواضعًا للغاية إلا أنه أثبت للمشككين أن نموذج العمل غير التقليدي لبيزوس يمكن أن ينجح. وفي فبراير 2024 قام جيف بيزوس ببيع 12 مليون سهم من أمازون بقيمة ملياري دولار أمريكي.
في عام 1999 أطلقت مجلة التايم على بيزوس لقب «رجل السنة» تقديرًا لنجاح الشركة في نشر التجارة الإلكترونية وجعلها شعبية. رفعت «بارنز أند نوبل» في يوم 12 مايو 1997م دعوى قضائية مدعية أن ادعاء موقع أمازون بأنها أكبر مكتبة في العالم كان ادعاء خاطئ. أكد بارنز إند نوبل على إن أمازون ليست مكتبة على الإطلاق بل هي سمسار كتب. لاحقًا تمت تسوية القضية خارج المحكمة واستمرت أمازون في ادعائها. فرفعت وول مارت دعوى قضائية على أمازون في شهر أكتوبر 16 عام 1998م زاعمًا أن أمازون قد سرقت الأسرار التجارية لوول مارت من خلال توظيف بعض التنفيذيين السابقين لدى الشركة. وبالرغم من أن تلك القضية قد تمت تسويتها أيضًا خارج أسوار المحكمة، أجبرت أمازون على تطبيق قيود داخلية وإعادة تكليف التنفيذيين السابقين من وول مارت. في شهر أكتوبر 11 عام 2016 أعلنت أمازون دوت كوم أنها تخطط لبناء متاجر تموينات وتطوير مواقع على الأرصفة للأكل.

## المركز الرئيسي
مقرها في سياتل بواشنطن، الولايات المتحدة.

## خطوط الإنتاج
بدأت نشاطها كمتجر كتب إلكتروني ثم سرعان ما أدخلت التنويع على خطها الإنتاجي لتضيف أقراص الفيديو الرقمية واسطوانات الموسيقى وبرامج الحاسوب وألعاب الفيديو والإلكترونيات والأغذية واللعب الصغيرة والالبسة والمجوهرات والاكسسوارات والمستلزمات الرياضية والكتب والآلات الموسيقية والمزيد أيضا.

## القوة المالية
في السنة المالية 2017، سجلت أمازون أرباحًا بقيمة 3.03 مليار دولار أمريكي، مع إيرادات سنوية بقيمة 177.866 مليار دولار، بزيادة قدرها 30.8٪ عن الدورة المالية السابقة. تم تداول أسهم أمازون بما يزيد عن 968 دولار للسهم الواحد، وقدرت قيمتها السوقية بأكثر من 869.2 مليار دولار أمريكي في سبتمبر 2018. وفي يونيو 2024 ارتفعت قيمتها السوقية لتقارب تريليوني دولار.
| السنة | إيرادات بملايين الدولارات | صافي الدخل بملايين الدولارات | مجموع الأصول بملايين الدولارات | عدد الموظفين |
| ----- | ------------------------- | ---------------------------- | ------------------------------ | ------------ |
| 2007  | 14,835                    | 476                          | 6,485                          | 17,000       |
| 2008  | 19,166                    | 645                          | 8,314                          | 20,700       |
| 2009  | 24,509                    | 902                          | 13,813                         | 24,300       |
| 2010  | 34,204                    | 1,152                        | 18,797                         | 33,700       |
| 2011  | 48,077                    | 631                          | 25,278                         | 56,200       |
| 2012  | 61,093                    | −39                          | 32,555                         | 88,400       |
| 2013  | 74,452                    | 274                          | 40,159                         | 117,300      |
| 2014  | 88,988                    | −241                         | 54,505                         | 154,100      |
| 2015  | 107,006                   | 596                          | 64,747                         | 230,800      |
| 2016  | 135,987                   | 2,371                        | 83,402                         | 341,400      |
| 2017  | 177,866                   | 3,033                        | 131,310                        | 566,000      |
| 2018  | 232,887                   | 10,073                       | 162,648                        | 647,500      |
| 2019  | 280,522                   | 11,588                       | 225,248                        | 798,000      |

## الموقع الإلكتروني
أنشئت أمازون أيضا مواقع ويب منفصلة في كل من كندا، المملكة المتحدة، ألمانيا، فرنسا، الصين واليابان كما أنها توصل السلع والمنتجات إلى أغلب أنحاء العالم.

أسواق أمازون في جميع أنحاء العالم:
نطاق المستوى الأعلى
يخدمها المجال المجاور
تم تأكيد الإطلاق، ويتم تقديمه حاليًا بواسطة النطاق المجاور

| منطقة           | سيادة                    | الموقع الإلكترونى | التاريخ     |
| --------------- | ------------------------ | ----------------- | ----------- |
| آسيا            | الصين                    | amazon.cn         | سبتمبر 2004 |
| آسيا            | الهند                    | amazon.in         | يونيه 2013  |
| آسيا            | اليابان                  | amazon.co.jp      | نوفمبر 2000 |
| آسيا            | سنغافورة                 | Amazon.com.sg     | يوليو 2017  |
| آسيا            | الإمارات العربية المتحدة | amazon.ae         | مايو 2019   |
| آسيا            | المملكة العربية السعودية | amazon.sa         | يونيو 2020  |
| أوروبا          | فرنسا                    | amazon.fr         | أغسطس 2000  |
| أوروبا          | المانيا                  | amazon.de         | أكتوبر 1998 |
| أوروبا          | إيطاليا                  | amazon.it         | نوفمبر 2010 |
| أوروبا          | هولندا                   | amazon.nl         | نوفمبر 2014 |
| أوروبا          | أسبانيا                  | amazon.es         | سبتمبر 2011 |
| أوروبا          | تركيا                    | Amazon.com.tr     | سبتمبر 2018 |
| أوروبا          | المملكة المتحدة          | amazon.co.uk      | أكتوبر 1998 |
| شمال أمريكا     | كندا                     | amazon.ca         | يونيه 2002  |
| شمال أمريكا     | المكسيك                  | Amazon.com.mx     | أغسطس 2013  |
| شمال أمريكا     | أمريكا                   | Amazon.com        | يوليو1995   |
| أوقيانوسيا      | أستراليا                 | amazon.com.au     | نوفمبر 2013 |
| أمريكا الجنوبية | البرازيل                 | Amazon.com.br     | ديسمبر 2012 |
| أفريقيا         | مصر                      | amazon.eg         | سبتمبر 2021 |
| أفريقيا         | جنوب أفريقيا             | amazon.rsa        | اكتوبر 2023 |

## أمازون فيديو
أمازون فيديو سابقاً: أمازون إنستانت فيديو إحدى خدمات شركة أمازون، مزودة لخدمات الفيديو حسب الطلب، تتوفر خدماتها في الولايات المتحدة، اليابان، المانيا والنمسا. توفر مسلسلات تلفزيونية وأفلام للشراء أو للتأجير. على غرار منافسيها اشترت أمازون فيديو حقوق العرض الحصرية على الإنترنت للعديد من المسلسلات والبرامج التلفزيونية بما في ذلك عقدأ لعدة سنوات لعرض برامج قناة HBO.

## الاندماج
تمتلك أمازون أيضا العديد من الشركات التي تم دمجها أو شرائها أو تأسيسها ومنها
- أليكسا (بالإنجليزية: Alexa Internet)
- محرك بحث (بالإنجليزية: A9)
- موقع قاعدة بيانات الأفلام على الإنترنت (بالإنجليزية: IMDB)
- أمازون برايم
- خدمات أمازون ويب
- متجر التطبيقات
- أمازون درايف
- إيكو
- كيندل
- كيندل فاير
- أمازون فاير تي في
- برايم فيديو
- كيندل ستور
- أمازون ميوزيك
- ميوزيك أنلميتد
- متجر الألعاب التابع لأمازون
- أمازون
- سوق.كوم

## الجدالات والانتقادات
واجهت الشركة منذ تأسيسها عددًا من الانتقادات والجدالات نتيجة لأفعال أو قرارات كانت الشركة قد اتَّخذتها مثل تزويدها قوى الأمن بأدوات المراقبة والتعرف على الوجه، وإقامتها لشراكات في مجال الحوسبة السحابيَّة مع وكالة المخابرات المركزيَّة، وتشجيعها العملاء على الإعراض عن متاجر الكتب، وتأثيرها السلبيّ على البيئة، وعدم إيلاء الأولوية والاهتمام الكافيين لظروف العاملين في مستودعاتها، ومعارضتها الدَؤُوبة لمحاولات التكتل وتشكيل النقابات في صفوف عامليها، وإزالتها للمحتوى الذي اشتراه مستخدمي خدمة أمازون كيندل عن بعد، وإقدامها على أخذ إعانات حكوميَّة، وسعيها لتسجيل تقنية "نقرة الشراء الواحدة" كبراءة اختراع، وانخراطها في ممارسات احتكاريَّة لا تشجع على المنافسة والتمييز في الأسعار، وتصنيفها الكتب التي تتناول موضوعات حول مجتمع الميم تحت فئة الكتب الخاصَّة بالبالغين. كما شملت الانتقادات الموجَّهة لأمازون عدة قرارات اتخذتها الشركة حيال فرض رقابة أو استضافة محتوى مثل ذلك المرتبط بموقع ويكيليكس أو الأعمال المحتويَّة على مواد تشهيريَّة والسلع المُسهِّلة لمصارعة الديوك والكلاب ونشاطات المعتدين جنسيًا على الأطفال. في ديسمبر عام 2011، واجهت أمازون انتقادات من الأعمال التجاريَّة الصغيرة بعدما أعلنت عن عرض ليوم واحد للتشجيع لتطبيقها الجديد حيث حصل المتبضعين فيه الذين استخدموا التطبيق للتحقق من سعر منتج في متجر تقليديّ على خصم بنسبة 5% لشراء نفس المنتج من على أمازون. دخلت شركات مثل غروبون، وإيباي، وتاب بمنافسة في العروض لجذب العملاء إليها لتعلن عن خصم بنسبة 10% عند شراء أحد منتجاتهم. كما واجهت أمازون اتهامات بممارسة ضغوط لا طائل لها على الشركات المزوِّدة بهدف المحافظة على استمرارية أرباحها والزيادة عليها. أُطلقت أمازون داخليًا على أحد الجهود التي رمت من خلالها أمازون إلى ممارسة الضغوط على دور النشر صغيرة اسم "عملية الغزال". جاء هذا الاسم من تشبيه الرئيس التنفيذيّ جيف بيزوس الذي اعتبر أنَّه يجب على أمازون الاقتراب من أولئك الناشرين الصغار بالطريقة التي يلحق فيها الفهد غزالًا عليلًا" وفقًا لما ذكره براد ستون. في يوليو عام 2014، رفعت لجنة التجارة الفيدراليَّة دعوى على الشركة بزعم تشجيعها إجراء عمليات شراء إلكترونيَّة للأطفال دون موافقة الأهل على هذه العمليات. في عام 2019، أعلنت أمازون عن حظر بيع منتجات تبييض البشرة والمنتجات العنصرية التي يمكن لها الإضرار بصحة المستهلك.

### التأثير البيئي
تسبَّبت أمازون بإصدار انبعاثات بلغت 44.4 مليون طن متريّ من ثاني أكسيد الكربون في عام 2018.
في سبتمبر عام 2019، نظَّم عمَّال أمازون مسيرة كجزء من فعاليات الإضراب العالميّ من أجل المناخ. قالت مجموعة داخل الشركة تدعى موظفي أمازون من أجل العدالة المناخيَّة أنَّ أكثر من 1800 موظف في خمسة وعشرين مدينة موزَّعين على أربعة عشر بلد تعهدوا بالمشاركة في الاحتجاجات على تأثير أمازون المضرّ بالبيئة وعدم واتخاذها أي إجراء إزاء ما يحصل من تغير مناخيّ. قدَّمت هذه المجموعة من العمَّال عريضة إلى جيف بيزوس وأمازون بثلاثة مطالب محددة وهي التوقف عن التبرع للسياسيين وجماعات الضغط التي تنكر تغيّر المناخ، والتوقف عن العمل مع شركات الوقود الأحفوريّ لتسريع استخراج النفط والغاز، والوصول إلى انبعاثات كربونيَّة معدومة بحلول عام 2030.
أعلنت أمازون عن برنامج للشحن الصديق للبيئة، ولكن هدفه انحصر على خفض صافي الانبعاثات الناتجة عن عمليات الشحن والتوصيل بنسبة 50% بحلول عام 2030، وحتى هذه النسبة التي التزمت بها لا تعني بالضرورة خفضًا في الانبعاثات بالمقارنة مع المستويات الحاليَّة بالنظر إلى نسبة النمو الحاصل في الطلبات.
كذلك وقَّع رئيس الشركة التنفيذي على تعهد مناخيّ ستلتزم بموجبه أمازون بتحقيق الأهداف العشرة التي حدَّدتها اتفاقية باريس للمناخ قبل عشرة سنوات من التاريخ المطلوب فيه بلوغها، بالإضافة إلى وصول الشركة إلى مرحلة الحياد الكربونيّ بحلول عام 2040. كما أعلنت عن صفقة أشترت بموجبها 100 ألف شاحنة توصيل كهربائيَّة من شركة ريفيان.
تقوم أمازون بتمويل مجموعات تنكر التغير المناخيّ من بينها معهد المشاريع التنافسيَّة، فضلًا عن تمويلها لعدد من السياسيين المُنكرين للتغير المناخيّ مثل جيم إنهوف.
في نوفمبر عام 2018، عارضت مجموعة عمل مجتمعيَّة رخصة البناء الممنوحة لمجموعة غودمان من أجل العمل على تشييد منصة عمليات لوجستيَّة لأمازون في مطار ليون سانت إكسوبيري بمساحة 160 ألف متر (1.7 مليون قدم مربع). وفي فبراير عام 2019، رفع إتيان تيت طلبًا بالنيابة عن مجموعة عمل مجتمعيَّة ثانية يطلب فيها من المحكمة الإداريَّة تقرير ما إذا كانت منصة العمليات تخدم مصلحة عامّة هامَّة كفايةً حتى تُبرِّر ما ستتسبَّب به من أثر بيئي. وعليه فقد عُلِّق البناء في هذا المشروع لحين البت في هذه الأمور.
نظرت أمازون سابقًا في فكرة إعطاء مستخدميها المشتركين بخدمة برايم خيار توصيل طلباتهم في الوقت الأكثر كفاءة والصديق للبيئة (أي بمعنى أن يسمحوا للشركة تجميع الشحنات المتجهة إلى نفس الوجهة مما يضيف وقت انتظار إضافيّ) لكنها قرَّرت عدم تطبيق هذه الفكرة خوفًا من تقليل العملاء لعمليات التبضع والشراء. قدَّمت الشركة عوضًا عن ذلك خيار «يوم أمازون» منذ عام 2019 الذي يتم فيه شحن وتوصيل جميع عمليات الشراء في نفس اليوم حيث يُقدِّم هذا الخيار لمشتركي برايم في العادة مزايا ماليَّة مقابل اختيارهم لخيارات شحن أبطئ وأقل تكلفة.

### بيع أغراض مقلدة وغير آمنة وغير صالحة للاستعمال
في 16 أكتوبر عام 2016، قدَّمت أبل دليلًا في دعوى رفعتها على شركة وسيطة وجود منتجات مُقلَّدة لأبل يتم بيعها على أمازون وتسويقها على أنَّها منتجات أصليَّة. قالت أبل أنَّها استطاعت التعرف على المنتجات المزيَّفة من خلال شراءها لأحد هذه المنتجات بنسبة نجاح بلغت 90%. كانت مسؤولية أمازون في أنَّها كانت تشحن وتبيع الأغراض دون تحديد ما إذا كانت أصليَّة أم لا. أبرمت الشركة الأخرى الوسيطة اتفاق تسوية ماليَّة مع أبل دون الإعلان عن قيمة المبلغ بتاريخ 27 أبريل عام 2017.
انتبه الكثيرون إلى انتشار بيع المنتجات المُقلَّدة أو المزيَّفة على أمازون حيث يظهر شحنها من شركات وسيطة أو حتى وصولها من مستودعات تابعة لأمازون. تضمن هذا بعض المنتجات التي باعتها أمازون بصورة مباشرة للمستهلك حيث يظهر على طرود الاستلام عبارة «شُحِنت وبِيعت من موقع أمازون». فمثلًا تبيَّن أنَّ كابلات الشحن التي بيعت على أمازون على أنَّها منتجات أبل أصليَّة بالتسبّب بإشعال حرائق. اشتمل هذا النوع من المنتجات المُقلَّدة والمزيَّفة مجموعة واسعة من المنتجات من الأغراض الإلكترونيَّة الكبيرة وصولًا للأغراض اليوميَّة البسيطة مثل الملاقط، والقفازات، والمظلات. وحتى أنَّ الأمر وصل لبيع منتجات البقالة المُقلَّدة. مثَّلت ظاهرة تقليد المنتجات وتزييفها مشكلة كبيرة للفنانين والشركات الصغيرة التي سرعان ما كانت منتجاتهم الناجحة تُقلد وتُباع على الموقع.
من الممارسات التي تتَّبعها أمازون والتي أتضح تشجيعها على التزييف والغش هي أنَّ حسابات الباعة على الموقع تستخدم تلقائيًا خاصية «المخزن الممتلئ». تُمكِّن هذه الممارسة الباعة من خلط سلعهم المزيَّفة مع المنتجات الأصليَّة ومع منتجات غيرهم من الباعة طالما أنَّ جميعهم يدَّعون بيعهم لنفس نوعية المنتج. وعندما يشتري أحد العملاء من ذاك المنتج فإنَّ الشركة ترسل لهم من الموجود في مستودعاتها من أحد هؤلاء الباعة دون اعتبار لما طلبه المستخدم بالضبط طالما أنَّه من نفس نوع المنتج. في عام 2017، خلصت مقال في مجلة الأعمال الأمريكيَّة فوربس أنَّ هذه الممارسة تعني خلط الحابل بالنابل ما بين المنتجات الأصلية والمُقلَّدة، ولا يمكن حتى لأمازون (على ما يبدو) تحديد المصادر التي جُلِبت منها هذه المنتجات بسهولة. وهذا يُشكّل طريقة حماية بالغة الفعالية يحمي تجار المنتجات المزيَّفة من خلالها أنفسهم من الملاحقة، ويظلون يزوّدون سلاسل توريد أمازون بهذه المنتجات الرخيصة السيئة.
في يونيو عام 2019، نقل موقع بازفيد عن وجود بعض المنتجات التي سوَّقت لها أمازون على أنَّها اختيار خاص بكونها من النوعية الرديئة، وكان قد اشتكى منها العملاء كثيرًا، وظهر في صفحات بيعها أدلة واضحة على التلاعب بقسم التعليقات ومراجعات العملاء لجعل المنتج يبدو جيدًا.
في أغسطس عام 2019، نقلت صحيفة الوول ستريت جورنال عن عثورها على أكثر من أربعة ألاف منتج معروضة للبيع على أمازون كانت قد اعتبرتها الوكالات الفيدراليَّة في الولايات المتَّحدة غير آمنة الاستخدام. استخدمت هذه المنتجات في تسويقها وصفحات البيع عبارات واصطلاحات مُضلِّلة أو حتى كانت محظورة البيع.
أرسل ثلاثة أعضاء من مجلس الشيوخ وهم ريتشارد بلومنثول، وإد ماركي، وبوب ميننديز رسالة مفتوحة إلى جيف بيزوس على خلفية التقرير الذي نشرته الصحيفة. طالب الأعضاء الثلاثة بيزوس باتخاذ الإجراءات المناسبة حيال بيع منتجات غير آمنة على الموقع حيث ورد فيها: «فشلت أمازون دون أدنى شك بالتزامها في العمل على إبقاء عملائها الذين يستخدمون منصتها الضخمة أمنين.» تضَّمنت الرسالة عددًا من الأسئلة حول ممارسات الشركة ومنحت الشركة مهلة للتجاوب مع مطالب أعضاء مجلس الشيوخ حتى يوم 29 سبتمبر عام 2019 حيث ورد فيها: «ندعوكم إلى إزالة جميع المنتجات الإشكالية التي دقَّقها تقرير الوول ستريت جورنال من على المنصة فورًا، وأشرحوا كيف ستنفذون هذه العملية، وافتحوا تحقيقًا داخليًا شاملًا في الإنفاذ وسياسات آمان العملاء، وأقروا تغييرات تضمن استمرار إقصاء المنتجات غير الآمنة عن منصتكم.» هذا وقد كان عضوا مجلس الشيوخ بلومنثول وميننديز قد بعثا رسالة سابقة لبيزوس حيال تقرير موقع بازفيد.
في ديسمبر عام 2019، نقلت صحيفة وول ستريت جورنال في تقرير جديد قيام أشخاص بإزالة نفايات وأغراض عفا عليها الزمن من مكبات النفايات وبيعها كمنتجات جديدة على أمازون. قام الصحفيين بتجربة أتضح لهم من خلالها سهولة فتح الباعة لحسابات يبيعون عليها نفايات وقمامة مستعملة على أمازون كمنتجات جديدة بعد تنظيفها. وبالإضافة إلى بيع القمامة فقد استطاع هؤلاء الباعة بيع الأغراض التي حصلوا عليها من صناديق إعادة التدوير، ومحلات المنتجات المُستعملة، ومتاجر التوفير الرخيصة. ونتيجة لهذه الظاهرة فقد سحبت عدد من الشركات مثل شركة بيركنستوك منتجاتها من الموقع.
في أغسطس عام 2020، أصدرت محكمة استثناء في ولاية كاليفورنيا حكمًا يجعل أمازون عرضة للمساءلة القانونيَّة عند بيعها لمنتجات غير آمنة على موقعها. جاء هذا الحكم على خلفية إصابة امرأة من كاليفورنيا بحروق من الدرجة الثالثة بعد شراءها لبطارية جديدة لحاسوبها المحمول من على أمازون.

### ضريبة المبيعات والاستخدام
شهدت سياسة جباية ضرائب مبيعات أمازون الحكوميَّة عددًا من التغيرات على مر السنين. يقع على عاتق الحكومات المحليَّة وحكومات الولايات في الولايات المتحدة فرض الضرائب المحليَّة والضرائب الخاصَّة بالولايات غير الواقعة على المستوى الاتحاديّ. أمَّا في معظم البلدان الأخرى التي تتواجد فيها أمازون فإنَّ ضريبة المبيعات أو ضريبة القيمة المُضافة فهي ذاتها في جميع أنحاء البلاد، ويقع على أمازون عاتق جبايتها من جميع العملاء. يرى الداعين إلى إجبار أمازون على جباية ضريبة مبيعات (على الأقل في الولايات التي تتواجد فيها الشركة بمقرات على أرض الواقع) بأنَّ الشركة تتمتع بمزايا احتكاريَّة مانعة للمنافسة تعطيها الأفضلية على متاجر الأعمال التجاريَّة الحقيقيَّة المُلزمة بجباية ضرائب مبيعات من عملائها.
سنَّت العديد من الولايات الأمريكيَّة خلال مطلع القرن الحادي والعشرين قوانين خاصَّة بضرائب المبيعات على متاجر التسوق عبر الإنترنت من أجل إرغام أمازون وغيرها من شركات التجارة الإلكترونيَّة على جباية ضرائب محليَّة وضرائب على مستوى الولاية من عملائها. كانت أمازون في بادئ الأمر تجبي ضرائب مبيعات من خمس ولايات أمريكيَّة فقط في عام 2011، ولكنها أصبحت اعتبارًا من أبريل 2017 تجبي ضرائب مبيعات في الولايات الخمسة وأربعين التي تعترف بضريبة المبيعات، بالإضافة إلى واشنطن العاصمة.

### ضرائب الدخل
لم تُسدِّد أمازون دولارًا واحدًا في ضرائب الدخل الفيدراليَّة في عام 2017 وعام 2018. وبالعكس فلقد استردت الشركة العملاقة مبالغ مُعادة من ضرائب سابقة كانت قد سددتها بقيمة ملايين الدولارات، وهذا رغم جنيها لأرباح طائلة بقيمة مليارات الدولارات خلال هذين العامين. نقلت شبكة سي إن إن أنَّ أمازون استطاعت استغلال ثغرات قانونيَّة من السنوات التي خسرت فيها أموالًا حتى تُلغي قانونًا الضرائب التي ستُفرض على أرباحها المستقبليَّة، وكذلك الضرائب الأخرى المفروضة على مختلف الاعتمادات الضريبية الأخرى. تعرضت أمازون لانتقادات لاذعة من عدد من السياسيين الأمريكيين بسبب عدم تسديدها لأي ضرائب دخل فيدراليَّة.

### تصريحات دونالد ترامب وبيرني ساندرز
وجَّه الرئيس السابق دونالد ترامب في مطلع عام 2018 استخدام أمازون لهيئة الخدمة البريديَّة الأمريكيَّة وأسعارها البخسة في توصيل شحناتها للعملاء حيث غرَّد ترامب: «أنا صائب حيال قيام أمازون بتحميل هيئة الخدمة البريديَّة الأمريكيَّة مبالغ طائلة من المال حتى تكون فتى توصيلهم الخاص.» وأردف قائلًا «يجب على أمازون تسديد هذه التكاليف (الإضافيَّة)، وليس تحميلها على كاهل دافعي الضرائب الأمريكيين.» انخفضت قيمة أسهم أمازون بنسبة 6% نتيجة تصريحات ترامب هذه. اختلف شيبرد سميث من شبكة فوكس نيوز مع ادعاءات ترامب هذه وأشار إلى دليل يؤكد عرض هيئة الخدمة البريديَّة الأمريكيَّة لأسعار دون قيمة السوق لجميع مستخدمي الخدمة دون حصول أمازون على امتيازات تذكر. أمَّا المحلِّل توم فورت فأشار إلى حقيقة عدم معرفة العامة بقيمة المدفوعات التي تسدِّدها أمازون لهيئة البريد ولكنها معروفة بكونها صفقة مرضية للطرفين.
انتقد عضو مجلس الشيوخ المستقل عن ولاية فيرمونت بيرني ساندرز الأجور المتدنية لعمَّال أمازون وظروف العمل في المستودعات ضمن سلسلة من الفيديوهات على اليوتيوب والمقابلات الإعلاميَّة خلال صيف عام 2018. كما أشار إلى حقيقة عدم تسديد أمازون لدولار واحد من ضرائب الدخل الفيدراليَّة في السنة السابقة. أجتمع ساندرز بعدد من عمَّال مستودعات أمازون الذين شعروا باستغلال الشركة لهم. شبَّه العامل جيمس بلودوورث في إحدى هذه المقابلات ظروف عمله في أحد المستودعات بتلك التي يراها المرء في سجن مخفَّف الحراسة، واعتبر ثقافة الشركة ومصطلحاتها مشابهة إلى حد كبير للغة نيوسبيك الواردة في رواية 1984 لجورج أورويل. استشهدت هذه التقارير بإحصاءات تثبت اضطرار نحو ثلث عمَّال مراكز توريد الشركة في ولاية أريزونا للجوء إلى برنامج المساعدة الغذائيَّة الداعمة لإعانتهم على تأمين لقمة عيشهم. ردَّت أمازون على هذه الانتقادات من خلال عرض ميزات وحوافز للموظَّفين الذين ينشرون تغريدات إيجابيَّة يشيدون فيها بظروف العمل في الشركة. كما أصدرت بيانًا اعتبرت فيه إحصاءات الرواتب التي أشار إليها عضو مجلس الشيوخ ساندرز بـ«الغير دقيقة والمُضلِّلة». كما اعتبر البيان استعمال ساندرز لمصطلح «كوبونات الإعانة» للإشارة إلى برنامج المساعدة الغذائيَّة الداعمة بالأمر غير اللائق. في 5 سبتمبر عام 2018، قدَّم ساندرز مع عضو مجلس النواب عن ولاية كاليفورنيا رو خانا مشروع قانون حمل عنوان «أوقفوا أصحاب العمال السيئين من خلال إلغاء مساعدتهم حكوميًا» (أو مشروع قانون «أوقفوا بيزوس» في اختصاره بالإنجليزية). استهدف مشروع القانون على وجه التحديد كلًا من أمازون وغيرها من الشركات الأخرى المُنتفعة من الإعانات الحكوميَّة التي تحصل عليها الشركات الكبرى مثل وول مارت، وماكدونالدز، وأوبر. كان من بين الداعمين لمشروع القانون مقدِّم البرامج اليمينيّ تاكر كارلسون على فوكس نيوز، والصحفي اليساريّ مات تايبي من مجلة رولينغ ستون الذي انتقد نفسه وزملاؤه الآخرين من الصحفيين لعدم تغطيتهم لما يحصل من ظلم وإجحاف في توزيع الثروة بحق عمَّال أمازون.
في 2 أكتوبر عام 2018، أعلنت أمازون عن رفعها للحد الأدنى لأجور عمالها في الولايات المتَّحدة ليصبح 15 دولار في الساعة. أثنى ساندرز على الشركة لاتخاذها هذا القرار.

### معارضة النقابات العمالية

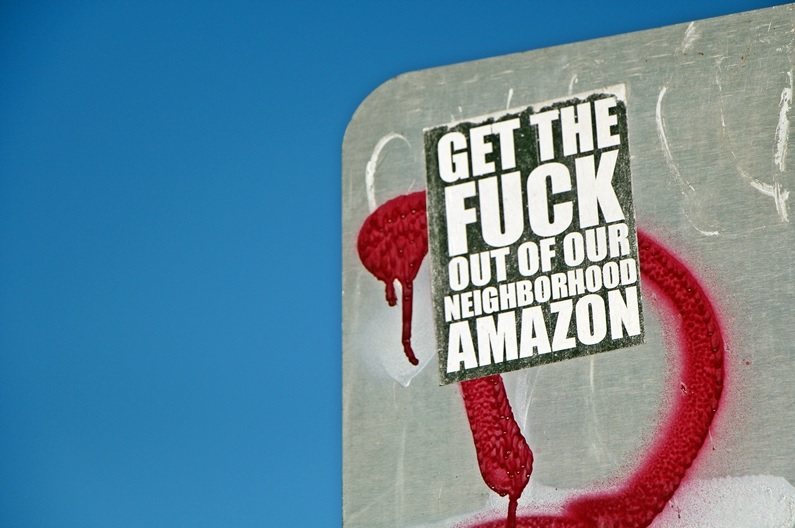
ملصق يحمل رسالة مناهضة لأمازون على لافتة طرقيَّة في مدينة سياتل بولاية واشنطن الأمريكيَّة.

عارضت أمازون جهود تنظيم النقابات في صفوف عمَّالها في كل من الولايات المتَّحدة والمملكة المتَّحدة على حدٍ سواء. في عام 2001، سرَّحت الشركة 850 موظَّفًا بعد اجتماعهم واعتزامهم إقامة نقابة عماليَّة. اتهمت منظَّمة تحالف واشنطن للعمَّال التقنيين الشركة بانتهاك القوانين النقابيَّة، وأدَّعت قيام مدراء الشركة بإخضاعهم لحملة حثيثة من الترهيب والدعايات الكاذبة. أنكرت أمازون جملةً وتفصيلًا ارتباط قرار تسريحها للعمَّال بمحاولتهم إنشاء نقابة. وفي نفس العام عيَّن الفرع البريطانيّ من الشركة منظَّمة إدارة استشاريَّة أمريكيَّة تُدعى مجموعة بيرك للمساعدة في هزيمة إحدى الحملات النقابيَّة الساعيَّة للاعتراف بمستودع توزيع الشركة الواقع في بلدة ميلتون كينز. كما خرجت ادّعاءات أفادت بقيام الشركة بالتعرض لأربعة من أعضاء النقابات وإقالتهم خلال الحملة في عام 2001، فضلًا عن عقدها لمجموعة من الاجتماعات لإبقاء الموظفين داخل مقار أعمالهم.
وفي حادثة أخرى في عام 2018، تسرَّب فيديو خاص بتدريب الموظَّفين كانت قد أعدته الشركة. يقول الفيديو صراحةً: «نحن ضد النقابات العمَّالية، ولكننا لسنا حيادين أيضًا. لا نعتقد أنَّ النقابات العمَّاليَّة تصب في مصلحة عملائنا أو مصلحة مساهمينا، والأهم من ذلك أنَّها لا تصب في مصلحة شركائنا.» وبعد سنتين أتضح استخدام شركة هول فودز المملوكة لأمازون لخريطة تتبع حراريَّة تظهر عليها أكثر متاجر الشركة التي تنتشر بين موظفيها المشاعر المؤيدة للنقابات العمَّاليَّة. كان من العوامل التي دخلت فيما اعتبرته الشركة «خطر حدوث تكتّل نقابيّ» هو مدى التنوع العرقيّ للموظَّفين، ومدى اقتراب المتجر من نقابات أخرى، ومستوى الفقر في المنطقة المحيطة، ووجود دعوات من المجلس الوطنيّ للعلاقات العمَّاليَّة من عدمه.
وفي مطلع عام 2020، تسربت وثائق داخليَّة من أمازون أشارت إلى استخدام شركة هول فودز لهذه الخريطة الحراريَّة التفاعليَّة لتراقب 510 موقعًا في جميع أنحاء الولايات المتَّحدة، وتضع على كل متجر تقييمًا خاصًّا يُحدِّد درجة «خطورة حدوث تكتّل نقابيّ» فيه بالاعتماد على معايير مثل درجة ولاء الموظَّفين، ومعدَّل تغيبهم، ومستوى التنوع العرقيّ في كل متجر. أشارت البيانات التي جمعتها الخريطة الحراريَّة إلى أنَّ المتاجر الواقعة في أحياء أو مناطق فقيرة والتي فيها مستوى منخفض من التنوع العرقيّ والإثنيّ هي الأكثر ترجيحًا لتتكتل نقابيًا.

### ظروف العمل
انتقد موظفون حاليون وموظفون سابقون في أمازون وعدد من وسائل الإعلام والسياسيين ظروف العمل الرديئة التي يُعاني منها كثير من العاملين في الشركة. في عام 2011، تسرب لوسائل الإعلام إرغام أمازون عمَّال مستودع برينغزفيل بولاية بنسلفانيا على العمل يوميًا بدرجة حرارة 38 درجة مئوية (100 درجة فهرنهايت). أدَّت ظروف العمل غير الإنسانيَّة هذه إلى شعور كثير من العمَّال بعدم الارتياح حتى أُغمي على بعضهم أو أصيبوا بالتجفاف. ولم تسمح إدارة المستودع بفتح أبواب التحميل حتى يتجدد هواء المستودع بسبب مخاوفهم من حصول سرقات. كان رد أمازون في بادئ الأمر استئجار سيارة إسعاف تظل واقفة خارج المستودع حتى تسعف الموظفين الذين يُغمى عليهم من درجة الحرارة الخانقة. وفي النهاية قرَّرت الشركة تركيب تكييف هواء في المستودع.
توجد فئة من عمَّال مستودعات أمازون يُطلق عليهم اسم «الجامعين»، وهم مُكلَّفين بمهمة جلب طلبات العملاء في داخل مستودعات الشركة الضخمة حتى يتم شحنها. قد يسير هؤلاء العمَّال داخل المستودع لمسافة تصل إلى 24 كيلومتر (15 ميل) خلال يوم العمل الواحد. يمكن أن يتعرض «الجامعين» إلى التوبيخ في حال تخلَّفهم عن إكمال مهامهم وبلوغ أهدافهم اليوميَّة. يحمل كل واحد من هؤلاء العمَّال في يده ماسحات استشعاريَّة حسَّاسة تجمع معلومات فوريَّة عن سرعة تحرك العامل ضمن المستودع، وتسمح للمدراء بمعرفة مواقع كل عامل داخل المستودع وكم من الوقت يستغرق عند أخذه لاستراحة.
أجرى الصحفيّين ديانا لوبل وبيتر أونكن تحقيقًا سريًا في أحد مستودعات توزيع أمازون في بلدة باد هرسفلد بولاية هسن الألمانيَّة ضمن تقرير تلفزيونيّ عُرِضَ على محطة ألمانيَّة في فبراير عام 2013. كشف التقرير سلوك بعض حرَّاس المستودع الذين تولَّت شركة وسيطة توظيفهم حيث كان لبعضهم خلفية يمينيَّة متطرفة كأعضاء في جماعات نازيَّة جديدة أو أنَّهم تعمَّدوا ارتداء إكسسوارات نازيَّة جديدة عمدًا. كان هؤلاء الحراس يحاولون ترهيب العاملات الأجانب أو المؤقتات في المستودع. فسخت أمازون عقدها المُبرم مع هذه الشركة الوسيطة التي عيَّنت الحرَّاس بعد فترة وجيزة من بث التقرير في ألمانيا.
في مارس عام 2015، نقلت ذا فيرج أنَّ أمازون قرَّرت شطب أحكام عدم الاكتمال البالغة مدتها ثمانية عشر شهرًا الخاصَّة بالعمَّال الذين يتلقون رواتبهم مقابل ساعات العمل، من عقود التوظيف في الولايات المتَّحدة بعد تعرضها لانتقادات حول تصرفها بعدم منطقيَّة في منع هؤلاء الموظَّفين من العثور على وظائف جديدة. كذلك تُلزم الشركة العمَّال المؤقتين لفترات قصيرة عندها بالتوقيع على عقود عمل تحظرهم من العمل لدى أي شركة تدعم واحدة من السلع أو الخدمات المُنافسة لتلك التي ساعدوا أمازون على تقديمها حتى انقضاء ثمانية عشر شهر على تركهم عملهم في أمازون، وذلك حتى لو سُرِّحوا أو فُصِلوا من عملهم.
في عام 2015، نشرت صحيفة النيويورك تايمز في مقالة على صفحتها الرئيسيَّة مقابلات مكتوبة مع عدد من الموظَّفين السابقين في أمازون. وصف هؤلاء الموظَّفين ثقافة العمل داخل الشركة بالجارحة حيث تعرض فيها العمَّال الذين عانوا من مرض ما أو أزمة شخصيَّة في حياتهم إلى الفصل أو حصولهم على تقييم سلبيّ عن عملهم. ردَّ بيزوس على مقال التايمز من خلال إرساله لبريد يوم الأحد وجَّهه لموظفي الشركة. وصف بيزوس فيه ما ورد ذكره في الصحيفة بـ«الممارسات الإداريَّة القاسيَّة إلى حدٍ صادم»، والتي قال أنَّه لن يتم التساهل مع حصولها في الشركة أبدًا.
في 2 نوفمبر عام 2015، أعلنت أمازون في محاولة منها لرفع معنويات العمَّال عن توسيع بقدر ستة أسابيع من الإجازة مدفوعة الأجر للأمهات والآباء الجدد. شمل هذا التغيير الأهل ممن قاموا بالتبَّني حديثًا أو إنجاب أطفال حديثًا، ويمكن للموظَّفات إضافة هذه الإجازة على إجازات الأمومة الحاليَّة والمغادرة الطبيَّة التي كانت الأمهات الجدد قد أخذنها.
في منتصف عام 2018، كشفت تحقيقات نشرها صحفيون ووسائل إعلام مثل الغارديان عن ظروف العمل الرديئة التي عانى منها العمَّال في مستودعات توزيع أمازون. وظهرت مقالة أخرى في وقت لاحق من نفس العام فصَّلت أيضًا ظروف العمل الرديئة التي يعاني منها سائقي التوصيل في أمازون.
أعلن جيف بيزوس في رده على انتقادات عدم قيام أمازون بدفع حد أدنى مقبول للأجور لعمَّالها عن قرار الشركة بالبدء في دفع حد أدنى لأجور عمَّالها في الولايات المتَّحدة والمملكة المتَّحدة بمبلغ لا يقل عن 15 دولار في الساعة الواحدة اعتبارًا من يوم 1 نوفمبر عام 2018. كما تعهدت أمازون بالمشاركة في جهود الضغط الراميَّة لجعل 15 دولار حدًا أدنى للأجور على المستوى الفيدراليّ. قامت أمازون في نفس الوقت الذي رفعت فيه حد الأجور الأدنى بالمبادرة إلى إلغاء الحوافز والجوائز الماليَّة لموظَّفيها الذين يعملون بنظام دوام الساعات.
أعلن عمَّال مستودعات أمازون في عدة بلدان أوروبيَّة من بينها إيطاليا وألمانيا وإسبانيا والمملكة المتَّحدة عن إضرابهم في يوم الجمعة الأسود عام 2018، وذلك احتجاجًا على ظروف العمل الرديئة والأجور المتدنيَّة.
في مارس عام 2019، أفاد تقرير نقلته الديلي بيست عن تسجيل خدمات الطوارئ في الولايات المتَّحدة لـ189 اتصالًا من 46 مستودع تابع لأمازون في 17 ولاية أمريكيَّة خلال الفترة الممتدة من عام 2013 حتى عام 2018. كانت جميع اتصالات الطوارئ هذه مرتبطة بعمَّال فكروا بالإقدام على الانتحار أو كان لديهم نزعات أو أفكار انتحاريَّة. نسب العمَّال سبب وصولهم إلى هذه الحالة من الانهيار العصبيّ إلى العزلة الاجتماعيَّة التي فرضتها الشركة عليهم، ودرجة الرقابة المشدَّدة المفروضة عليهم خلال أدائهم لأعمالهم، بالإضافة إلى ظروف العمل الخطيرة والمُستعجلة دائمًا في هذه المستودعات. أخبر أحد موظفي المستودعات السابقين الديلي بيست في مقابلة أنَّ «الأمر شبيهٌ بمستعمرةٍ معزولة من الجحيم التي يُعدُّ فيها إصابة الناس بانهيارات عصبيَّة أمرًا مُتكرر الحدوث على نحوٍ منتظم.»
في 15 يوليو عام 2019، أعلن عمَّال أمازون في كل من الولايات المتَّحدة وألمانيا إضرابهم عن العمل خلال ذروة مبيعات الشركة في «يوم البرايم» التي تقوم فيه أمازون بتخفيضات شاملة على المنتجات المعروضة على منصَّتها. كان الهدف من الإضراب الاحتجاج على الأجور المعيشيَّة المجحفة، وظروف العمل المترديَّة.
في مارس عام 2020، أجبرت أمازون عمَّالها في المملكة المتَّحدة على العمل لساعات إضافية بغية تلبية طلبات الشراء المتزايدة نتيجة بقاء الناس في بيوتها خلال ذروة الموجة الأولى من جائحة فيروس كورونا، وجاء هذا في الوقت الذي طلبت فيه الحكومة البريطانيَّة من الشركات العمل ممارسة التباعد الاجتماعي بين عمَّالها. انتقد متحدِّث باسم نقابة جي بي إم أمازون لوضعها الربح فوق إجراءات السلامة. واصلت النقابة حملتها الساعية لرفع الوعي حيال «الظروف المُرهِقة، ووضع أهداف إنتاجية غير واقعيَّة، وممارسة الرقابة، والأعمال الحرَّة المزيفة، ورفض الاعتراف بالنقابات أو التعامل معها ما لم يتم إجبارها على ذلك». كما دعت حكومة المملكة المتَّحدة والهيئات الناظمة المعنية إلى اتخاذ الإجراءات المناسبة لمعالجة هذه المسائل.
في أغسطس عام 2019، نشرت البي بي سي تقريرًا حول ما يدعى بسفراء أمازون على موقع تويتر حيث أدَّى دعم هؤلاء المستخدمين المتواصل لأمازون وممارستها إلى إثارة شكوك كثير من مستخدمي تويتر إلى كونهم عبارة عن بوتات تستخدمهم أمازون لإنكار وتجاهل أي مسألة تتعلق بظروف عمَّالها.
ذكرت أمازون في بيان خاص أصدرته في عام 2020 إلى مساهميها في الولايات المتَّحدة قول الشركة: «إنَّنا نحترم وندعم الاتفاقيات الأساسيَّة لمنظَّمة العمل الدوليَّة، وإعلان منظَّمة العمل الدوليَّة بشأن المبادئ والحقوق الأساسيَّة في العمل، والإعلان العالميّ لحقوق الإنسان الصادر عن الأمم المتَّحدة. لطالما كان العمل بمبادئ حقوق الإنسان العالميَّة هذه مُطبَّقًا في أمازون منذ أمد طويل، ويُدلِّل تقنينها على دعمنا لحقوق الإنسان الأساسيَّة وكرامة العمَّال في كل مكانٍ نعمل فيه».
في 27 نوفمبر عام 2020، أكدَّت منظَّمة العفو الدوليَّة تعرض صحة وسلامة العاملين في أمازون لمخاطر جمَّة منذ بدء جائحة فيروس كورونا حيث فشلت أمازون في ضمان إجراءات الأمان الرئيسيَّة لعامليها في كل من فرنسا، وبولندا، والمملكة المتَّحدة، والولايات المتَّحدة خلال يوم الجمعة الأسود الذي يُعدّ أحد أكثر أوقات العام إقبالًا على الشراء وانشغالًا في الطلبات بالنسبة للشركة. إذ عرَّض عمَّال أمازون صحتهم وحياتهم للخطر لضمان توصيل السلع المطلوبة إلى منازل العملاء مما ساعد أمازون على تحقيق أرباح فلكيَّة.

### تضارب المصالح مع وكالة المخابرات المركزية والبنتاغون
في عام 2013، استطاعت أمازون إبرام عقد بقيمة 600 مليون دولار مع وكالة المخابرات المركزيَّة الأمريكيَّة وهو ما يُمثِّل تضاربًا مُحتملًا في المصالح من ناحية تغطية صحيفة واشنطن بوست المملوكة من قبل جيف بيزوس لوكالة المخابرات المركزيَّة. أشارت رئيسة مركز دراسات الأمن القوميّ كيت مارتن إلى أنَّ العقد يُشكِّل تضاربًا مُحتملًا خطيرًا في المصالح بالنسبة لصحيفة كبرى مثل واشنطن بوست على اعتبار أنَّها غدت فعليًا على عقد مع الجزء الأكثر سريَّة من الحكومة الأمريكيَّة. تبِعَ هذا إبرام أمازون لعقد آخر بقيمة عشرة مليارات دولار مع وزارة الدفاع الأمريكيَّة.

### إلغاء ضريبة الأشخاص في سياتل
في مايو عام 2018، هدَّدت أمازون مجلس إدارة مدينة سياتل بعد اقتراح الأخير لضريبة رؤوس على الشركات من شأنها تمويل الخدمات المُقدَّمة للمشردين ومساكن أصحاب الدخل المحدود في المدينة. كان من شأن الضريبة جعل أمازون تدفع 800 دولار على كل واحد من موظفيها أو ما تُعادل نسبته 0.7% من متوسط رواتبهم. أوقفت أمازون تشييد بناء جديد تابع لها، وهدَّدت بإيقاف جميع استثماراتها في المدينة انتقامًا لهذه المبادرة. ووصل بها الأمر أن موَّلت حملة لإلغاء القانون وهو ما حصل بالفعل بعد نحو شهر من إقراره بعدما اضطر المجلس للإذعان للضغوط التي مارستها الشركة العملاقة عليه.

### مركز عمليات أمازون بناشفيل
كانت الميزات التي منحها المجلس الحضريّ لمدينة ناشفيل ومقاطعة دافيدسون لشركة أمازون من أجل افتتاح مركز امتياز عمليات في المدينة محطًا للجدال حيث تضمن الأمر قرارًا أصدرته وزارة التنمية الاقتصاديَّة والمجتمعيَّة الخاصَّة بولاية تنيسي يقضي بإبقاء كامل شروط الاتفاق بين الحكومة المحلية وأمازون سريًا. تضَّمنت الميزات الممنوحة لأمازون منحًا وائتمانات ضريبيَّة بما مجموعه 102 مليون دولار مقابل افتتاح الشركة لمبنى مكاتب مُصغَّر، بالإضافة إلى منحة نقديَّة بقيمة 65 مليون دولار لتسديد نفقات رأس المال، وهذا مقابل خلق أمازون لخمس ألاف فرصة عمل جديدة خلال مدة سبع سنوات.
دعت منظَّمة تحالف تنيسي للحكومة المفتوحة إلى المزيد من الشفافية. في حين حثَّت منظَّمة محلية أخرت تُدعى بالتحالف الشعبي للترانزيت والإسكان والتوظيف على عدم إعطاء أمازون لمبالغ من المال العام بل اعتبرت أنَّه يجب عوضًا عن ذلك إنفاق هذا المال في بناء مشاريع إسكان عام جديدة للطبقة الفقيرة العاملة والمشردين، وزيادة الاستثمار في وسائل النقل العام التي يستعملها أهل المدينة. هذا وقد اعتبر مراقبون أنَّ هذا النوع من المزايا والحوافز الممنوحة للشركات الضخمة لا يُسهم في تحسين الاقتصاد المحليّ.
في نوفمبر عام 2018، انتقدت كل من نقابة عمَّال إطفاء مدينة ناشفيل والفرع المحليّ من تنظيم أخوة الشرطة مقترح منح أمازون حوافز ماليَّة بقيمة 15 مليون دولار حيث وصفته المنظَّمة الأخيرة برفاه الشركات المموَّل حكوميًا.
في فبراير عام 2019، وافق مجلس المدينة على منح مازون مبلغًا ماليًا جديدًا بقيمة 15.2 مليون دولار بداعي تمويل البنية التحتيَّة، وهذا رغم اعتراض ثلاثة من أعضاء المجلس على المقترح ومن ضمنهم أنجي هندرسون التي وصفته بـ«المحسوبية».

### تقنية التعرف على الوجوه وإنفاذ القانون
كشفت طلبات قانونيَّة مكفولة بموجب قانون حرية المعلومات قيام أمازون بتزويد قوات الأمن في الولايات المتَّحدة بمعدَّات تقنيَّة خاصَّة بالتعرف على الوجوه وخدمات استشاريَّة على صلة بالأمر، وهذا رغم المعارضة العلنيَّة التي عبَّرت عنها أمازون تجاه الرقابة الحكوميَّة السريَّة. تضَّمنت المرحلة التجريبيَّة الأولى مدينة أورلاندو بولاية فلوريدا، ومقاطعة واشنطن بولاية أوريغون. عرضت أمازون على مقاطعة واشنطن ربطها بعملاء حكوميين أخرين مهتمين ببرمجية التعرف على الوجوه خاصتها، ومصنِّع للكاميرات القابلة للارتداء. عبَّر تحالف مؤلَّف من مجموعات معنيَّة بشؤون الحقوق المدنيَّة معارضته لهذه المشاريع حيث أبدوا قلقهم إزاء دورها الذي قد يساعد على توسيع نطاق الرقابة، فضلًا عن كونها عرضة لإساءة استخدامها. يمكن لتقنية التعرّف على الوجوه الخاصَّة بأمازون أتمتة تعريف وتتبع أي شخص، ولا سيما في سياق حصول إدماج محتمل لهذه التقنية مع الكاميرات القابلة للارتداء التي تستعملها الشرطة. أعربت سلطات مدينة أورلاندو عن نيتها عدم استعمال التقنية، بيدَّ أنَّها تركت الباب مفتوحًا أمام احتمال عدولها عن هذا القرار. وكان قد وجاء ذلك على خلفية ردود الفعل السلبيَّة حيال الأمر.

### الوصول إلى البيانات الصحية الحكومية بالمملكة المتحدة
أبرمت الحكومة البريطانيَّة عقدًا مع أمازون يعطي الأخيرة وصولًا كاملًا لمعلومات الرعاية الصحيَّة التي تنشرها هيئة خدمات الصحة الوطنيَّة البريطانيَّة. يستطيع جهاز أليكسا الذي تنتجه أمازون الاستفادة من هذا العقد مثلًا للإجابة على الأسئلة الطبيَّة، ولكن مع ذلك يمكن لأليكسا استقاء إجاباتها من مصادر معلومات أخرى. كما سيسمح هذا العقد الذي لا يشمل بيانات المرضى، للشركة بالتسويق لمنتجاتها وبيعها. يمنح العقد الشركة حرِّية الوصول إلى المعلومات المرتبطة بأعراض الأمراض، وأسباب حدوثها، وتعاريف الحالات، وجميع المواد والبيانات الأخرى الخاضعة لحقوق النشر. يمكن لأمازون بعدها إنشاء منتجات وتطبيقات وخدمات حوسبة سحابيَّة جديدة و/أو برمجيات مرتبطة. لن تستطيع هيئة خدمات الصحة الوطنيَّة الاستفادة ماليًا من هذه المنتجات والخدمات. كما يسمح العقد لأمازون بمشاركة جميع هذه المعلومات مع أطراف ثالثة. اعتبرت الحكومة أنَّ السماح لجهاز أليكسا بتقديم استشارة طبيَّة احترافيَّة سيساعد من التخفيف من الضغط الذي يواجهه الأطباء والصيادلة البريطانيين.

### جمع البيانات والمراقبة
في 17 فبراير عام 2020، تناول وثائقي أنتجه برنامج بانوراما كمية البيانات الهائلة التي تجمعها الشركة واتجاهها إلى ممارسة مزيد من الرقابة مما أدَّى إلى إبداء عدد من السياسيين والمشرِّعين في الولايات المتَّحدة وأوروبا لقلقهم حيال الأمر.

### شكاوى ممارسة الاحتكار
في 11 يونيو عام 2020، أعلن الاتحاد الأوروبيّ عن توجيهه التهم بحق أمازون على طريقة معاملتها للأطراف الثالثة من بائعي التجارة الإلكترونيَّة.
في يوليو عام 2020، اُتهِمت أمازون وعمالقة التقانة أبل، وغوغل، وفيسبوك باتبَّاع استراتيجيات احتكاريَّة مؤذية ونافذة لسحق منافسيها المحتملين في السوق. وفي 29 يوليو عام 2020، ظهر الرؤساء التنفيذيين لهذه الشركات في اتصال بالفيديو عن بعد أمام اللجنة الفرعيَّة لمكافحة الاحتكار التابعة لمجلس النواب الأمريكيّ حيث تمَّت مساءلتهم بخصوص هذا الأمر. في أكتوبر عام 2020، أصدرت الفرعيَّة لمكافحة الاحتكار التابعة لمجلس النواب الأمريكيّ تقريرًا اتَّهم أمازون بإساءة موقعها الاحتكاريّ في قطاع التجارة الإلكترونيَّة حتى تنافس الباعة منافسةً غير عادلة على منَّصتها.

### معاداة التلقيح والطب الزائف
كثيرًا ما احتلَّت الكتب ومقاطع الفيديو المعادية للتلقيح والعلاجات الزائفة غير المثبتة أكاديميًا لمرض السرطان مراتب عاليَّة على موقع أمازون. يكمن السبب في هذا نتيجة المراجعات الإيجابيَّة التي ينشرها مؤيدي هذه الطرق غير المُثبتة أو تلاعب جماعات نظريات المؤامرة بخوارزميات الموقع وليس لأن أمازون تحاول تشجيع هذا النوع من المواد.
وجدت مجلة وايرد أنَّ خدمة برايم فيديو كانت ممتلئة بوثائقيات العلوم الزائفة المروِّجة لمختلف ألوان وأشكال نظريات المؤامرة والتي تسعى لإقناع المشاهدين بعلاجات غير مثبتة من أجل جني الأرباح.
عبَّر عضو مجلس النواب عن ولاية كاليفورنيا آدم شيف عن قلقه إزاء قيام أمازون بنشر وتوصية منتجات ومحتوى يشجع الأهل على عدم تلقيح أطفالهم. قاما أمازون بعد ذلك بإزالة خمس وثائقيات معادية للتلقيح. كما أزالت الشركة اثنا عشر كتابًا يدَّعي أنَّ المبيّضات تشفي الملاريا والتوحد عند الأطفال دون أي أدلة علمية. وجاء هذا عقب تقرير إخباريّ بثَّته إن بي سي نيوز عن قيام أهل باستخدام المبيّض في محاولة لعلاج التوحد عند أطفالهم.

### مطالب الرقابة الحكومية
صرحت أمازون بأنها «ملتزمة بالتنوع والإنصاف والشمول»، ولكن كان يُنظر إليها على أنها مُلزمة لمطالب الرقابة في العديد من البلدان. في عام 2021، امتثل موقع أمازون الصيني لأمر صادر عن الحكومة الصينية، وأزال مراجعات العملاء وتقييماتهم لكتاب كتب عن خطابات الرئيس شي جين بينغ وكتاباته. إلى جانب ذلك، تم تعطيل قسم التعليقات. في عام 2022، التزمت الشركة بمطلب حكومة الإمارات وقيدت منتجات LGBTQ على موقعها الإلكتروني الإماراتي. كشفت الوثائق أنه تحت التهديد بعقوبات غير معروفة ، قامت أمازون بإزالة عمليات البحث عن أكثر من 150 كلمة رئيسية تتعلق بمنتجات LGBTQ. علاوة على ذلك، تم حظر عدد من عناوين الكتب أيضًا، بما في ذلك «تجربتي السحاقية مع الوحدة» من تأليف ناجاتا كابي، و «النوع الجنساني: مذكرات» لمايا كوبابي ، و «النسوية السيئة» لروكسان جاي., قالت أمازون إنها مقيدة «بالامتثال للقوانين واللوائح المحلية للدول التي نعمل فيها».

## الاستجابة لجائحة فيروس كورونا

### تعويض عن المخاطر والعمل الإضافي
أعلنت أمازون عن سياسات جديدة لمكافأة عمَّالها في الصفوف الأماميَّة لمواصلتهم العمل خلال الأزمة. كانت إحدى هذه السياسات التي أعلنت عنها الشركة في 16 مارس عام 2020 هي زيادة مؤقَّتة بقيمة دولارين في الساعة الواحدة. انتهى العمل بهذه الزيادة في شهر يونيو عام 2020. كما أعلنت أمازون عن سياسة مكَّنت عمَّالها من أخذ عدد غير محدود من الإجازات غير مدفوعة. ظلت هذه السياسة قائمة بضعة أشهر حيث انتهى العمل بها يوم 30 أبريل عام 2020.

### توظيف عمال جدد نتيجة الجائحة
وضعت أمازون قيودًا على بيع المنتجات الكماليَّة غير الأساسيَّة تجاوبًا مع جائحة فيروس كورونا. في مارس عام 2020، وظَّفت الشركة نحو 100 ألف عامل جديد في الولايات المتَّحدة وحدها للمساعدة على تحمل ضغط الطلبات المتزايدة لشراء المنتجات الأساسيَّة مثل الطعام والمعدَّات الطبيَّة. كما أشارت الشركة إلى أنَّ درجة الانضغاط وصلت إلى حد عدم استطاعتها تلبية طلبات العملاء الجدد فورًا واضطرت لوضعهم على قوائم انتظار. أعلنت الشركة في أبريل من نفس العام عن تعيينها ما يصل إلى 75 ألف عامل جديد لمساعدتها في تحمل الطلب المتزايد للشراء من على موقعها نتيجة الجائحة.

### مظاهرات الموظفين خلال الجائحة
خرج كثير من العمَّال في مستودعات أمازون في الولايات المتَّحدة وفرنسا وإيطاليا في مظاهرات خلال جائحة فيروس كورونا. نقلت البي بي سي عن وجود حالات إصابة مؤكَّدة بفيروس كورونا في أكثر من خمسين موقع عمل تابع للشركة. كان سبب المظاهرات هو الاحتجاج على سياسة الشركة في توكيل العمَّال لورديات اعتياديَّة رغم تسجيل العديد من حالات الإصابة بالفيروس بين صفوفهم. انتقدت بعض النقابات تصرف أمازون على هذا النحو وكأن الأمور تجري على طبيعتها، وهذا بالرغم من انتشار فيروس مميت أزهق حياة مئات آلاف الأشخاص وتسبب بشل الاقتصاد العالميّ. كما دعت هذه النقابات إلى إغلاق مستودعات التوزيع فورًا في حال عدم ضمان وسائل الأمان والسلامة للعاملين فيها. واجهت الشركة في إسبانيا شكاوى قانونيَّة على سياستها. لم تقم أمازون بإغلاق مستودعاتها إلَّا في حال أجبرتها السلطات على ذلك أو نتيجة خروج مظاهرات، وهذا رغم تسجيل حالات إصابة في 19 مستودع تابع للشركة في الولايات المتَّحدة. كتبت مجموعة من أعضاء مجلس الشيوخ الأمريكيّ رسالة مفتوحة إلى بيزوس في مارس عام 2020 عبَّروا فيها عن قلقهم إزاء سلامة العمَّال.
في 30 مارس عام 2020، قامت الشركة بفصل كريستشن سمولز من عمله بعدما نظَّم الأخير مظاهرة في مستودع الشركة بجزيرة ستاتن. دافعت أمازون عن قرارها بفصل سمولز بحجة أنَّه كان يجب عليه في وقتها الانعزال وقيامه بقيادة مظاهرة عرَّض صحة العمَّال للخطر. وصف سمولز رد الشركة هذا بـ«السخيف». وبعدها أعلنت المدعية العامَّة لولاية نيويورك ليتيتيا جيمس بنظرها في اتخاذ ثأر قانونيّ على قرار الفصل الذي وصفته بالغير أخلاقيّ والغير إنسانيّ. كما دعت المجلس الوطنيّ للعلاقات العمَّاليَّة إلى فتح تحقيق في فصل سمولز. واتَّهم سمولز نفسه الشركة بالانتقام منه بسبب تنظيمه للمظاهرة ليس إلَّا. أكَّدت أمازون تسجيل إصابة واحدة بفيروس كورونا في مستودعها بجزيرة ستاتن، ولكن يعتقد العمَّال هناك بوجود عدد أكبر من الإصابات، ويقولون أنَّ الشركة لم تتكلف حتى بعناء تعقيم مبنى المستودع، أو تزويدهم بأدوات الحماية الضروريَّة، ولم تعلمهم بوجود حالات إصابة مُحتملة. هذا وقد أشار سمولز إلى حقيقة وجود الكثير من العمَّال في المستودع الواقعين ضمن الفئات العمريَّة الأضعف والأكثر عرضة للخطر جراء إصابتها بالفيروس، وأنَّ المظاهرة التي خرجت اقتصرت مطالبها على تعقيم المبنى، واستمرار دفع رواتبهم خلال هذه الفترة. أمَّا ديريك بالمر وهو عامل آخر في منشأة جزيرة ستاتن فكان قد أخبر ذا فيرج بأنَّ الشركة سرعان ما تتواصل مع العمَّال عبر الرسائل النصيَّة والبريد الإلكترونيّ عند احتياجهم لعمَّال حتى يقوموا بعمل لساعات إضافيَّة، ولكنهم لم يخبروا أحدًا بإصابة أحد زملائهم بالفيروس حتى يتخذوا احتياطاتهم، بل ينتظرون لأيام ويرسلون المدراء ليخبروا العمَّال شخصيًا بالأمر. تدَّعي أمازون أنَّ عدد العمَّال الذين خرجوا في المظاهرة بمستودعها بجزيرة ستاتن لم يتجاوز الخمسة عشر من أصل خمسة ألاف عامل. في حين وصفت مصادر إعلاميَّة أخرى خروج أعداد أكبر بكثير.
في 14 أبريل عام 2020، فصلت أمازون اثنين من عمَّالها بداعي «انتهاكهما المتكرر للسياسات الداخليَّة»، وجاء ذلك بعدما مرَّر هذين العاملين عريضة داخليَّة لمعالجة مسألة المخاطر الصحيَّة التي يتعرض لها عمَّال المستودعات.
في 4 مايو عام 2020، أعلن نائب رئيس أمازون تيم براي استقالته من منصبه احتجاجًا على طرد العمَّال الذين فضحوا افتقار مستودعات الشركة لوسائل الحماية الضروريَّة من فيروس كورونا مثل النقص في الكمامات، وفشل الشركة في تطبيق قياس لدرجات حرارة العمَّال والتي كانت قد تعَّهدت بها الشركة. وقال أنَّ قرارات الفصل لم تكن سوى «محض هراء»، وأنَّ الهدف من وراءها كان لخلق مناخ من الخوف في مستودعات الشركة.
أعلن جيف بيزوس في تقرير أرباح الشركة للربع الأول من العام عن توقّع أمازون إنفاق أربعة مليارات دولار أو أكثر (أرباح الربع الثاني العاملة المتوقَّعة) على المسائل المرتبطة بفيروس كورونا مثل معدَّات الحماية الشخصيَّة، وزيادة الأجور التي يتقاضاها العمَّال عن ساعة العمل الواحدة، وتوسيع قدرة الشركة في إجراء فحوص الكشف عن الإصابة بكوفيد-19. كان الهدف من هذه الإجراءات تحسين مستوى السلامة وضمان صحة مئات ألاف الموظَّفين الذين يعملون لدى الشركة.
أعلنت أمازون أنَّ عدد حالات الإصابة التي سجَّلتها الشركة بين موظَّفيها بلغ 19,816 حالة أصيبت بالفيروس خلال الفترة من مطلع عام 2020 وحتى شهر سبتمبر من نفس العام.

### الإغلاق في فرنسا
رفعت مجموعة التضامن الوحدويّ الديمقراطيّ النقابيَّة دعوى قضائيَّة على أمازون بسبب ظروف العمل غير الأمنة التي يواجهها عمَّال الشركة في البلاد. أدَّى هذا إلى إصدار محكمة فرنسيَّة في نانتير حكمًا بتاريخ 15 أبريل عام 2020 يأمر الشركة بالحد من توصيلها للمواد الغذائيَّة والمنتجات الطبيَّة الأساسيَّة ومنتجات النظافة الشخصيَّة أو الاستمرار بالعمل مع دفع غرامة يوميَّة بقيمة مليون يورو. صرَّحت أمازون عن نيتها استئناف الحكم وفي اليوم التالي أغلقت ستة من مستودعاتها في فرنسا حتى يوم 21 أبريل لتقييم الوضع.

## الجماعات الضاغطة
تعمل أمازون على ممارسة الضغط على الحكومة الفيدراليَّة الأمريكيَّة وحكومات الولايات المحليَّة في عدد من المسائل التي توليها الشركة اهتمامًا مثل تطبيق جباية ضريبة المبيعات على عمليات الشراء الإلكترونيَّة، وإجراءات سلامة وسائط النقل، وحماية البيانات والخصوصية وحقوق الملكية الفكريَّة. تشير المستندات التنظيميَّة إلى تركيز جهود أمازون الضاغطة على الكونغرس الأمريكيّ، وهيئة الاتصالات الفيدراليَّة، والاحتياطي الفيدراليّ. إذ أنفقت أمازون في جهودها للضغط في الولايات المتَّحدة نحو 3.5 مليون دولار في عام 2013، ونحو 5 ملايين دولار في عام 2014، ونحو 9.5 في عام 2015.
كان موقع أمازون من الشركات الأعضاء في مجلس التبادل التشريعيّ الأمريكيّ حتى أسقط عضويته بعد خروج مظاهرات في اجتماع للمساهمين بالمجلس بتاريخ 24 مايو عام 2012.
في عام 2014، زادت أمازون من جهودها الضاغطة مع استعدادها لجعل إدارة الطيران الفيدراليَّة توافق على برنامجها للتوصيل والشحن بالطائرات المُسيَّرة عن بعد حيث وكَّلت شركة أكين غامب شتراوس هوير أند فيلد المختصَّة بممارسة الضغوط بالأمر في شهر يونيو من ذلك العام. أجتمعَ ممثِّلون عن أمازون ومرافقيهم من الجماعات الضاغطة بمسؤولين من إدارة الطيران الفيدراليَّة، ولجان حكوميَّة مختصَّة بقطاع الطيران في واشنطن العاصمة لشرح خطط أمازون حول توصيل الطرود بهذه التقنية. في سبتمبر عام 2020، حقَّقت الشركة تقدمًا في طريقها للحصول على شهادة هامَّة من الوكالة بهذا الشأن.
في عام 2019، أنفقت أمازون 16.8 مليون دولار في مساعيها للضغط على الحكومة والمشرٍّعين، وكان لديها فريق مؤلَّف من 104 عضو من جماعات ضاغطة يعلمون لصالحها. وهذا ارتفاع في الإنفاق عن العام الذي سبقه حين أنفقت 14.4 مليون دولار.

## وصلات خارجية
- الموقع الرسمي